# Crônicas de Sebastopol

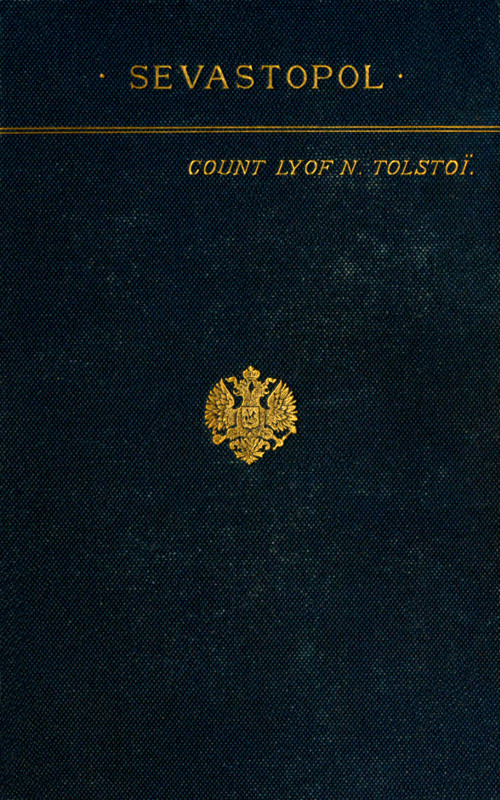
Capa de uma edição de 1888

Crônicas de Sebastopol (em russo: Севастопольские рассказы, Sevastopolskiye rasskazy) é um conto de Liev Tolstói. Ele é composto por três narrativas escritas em momentos distintos da Guerra da Crimeia. A obra pode ser considerada a base de sua Magnum Opus Guerra e Paz.

## Contexto
Tolstói atuou como segundo-tenente de artilharia durante a guerra, e a partir dessa experiência descreveu a guerra sob a ótica dos combatentes, detalhando suas reações diante de situações extremas. As três partes da obra são divididas em dezembro de 1854, maio de 1855 e agosto de 1855.